# 硼球烯

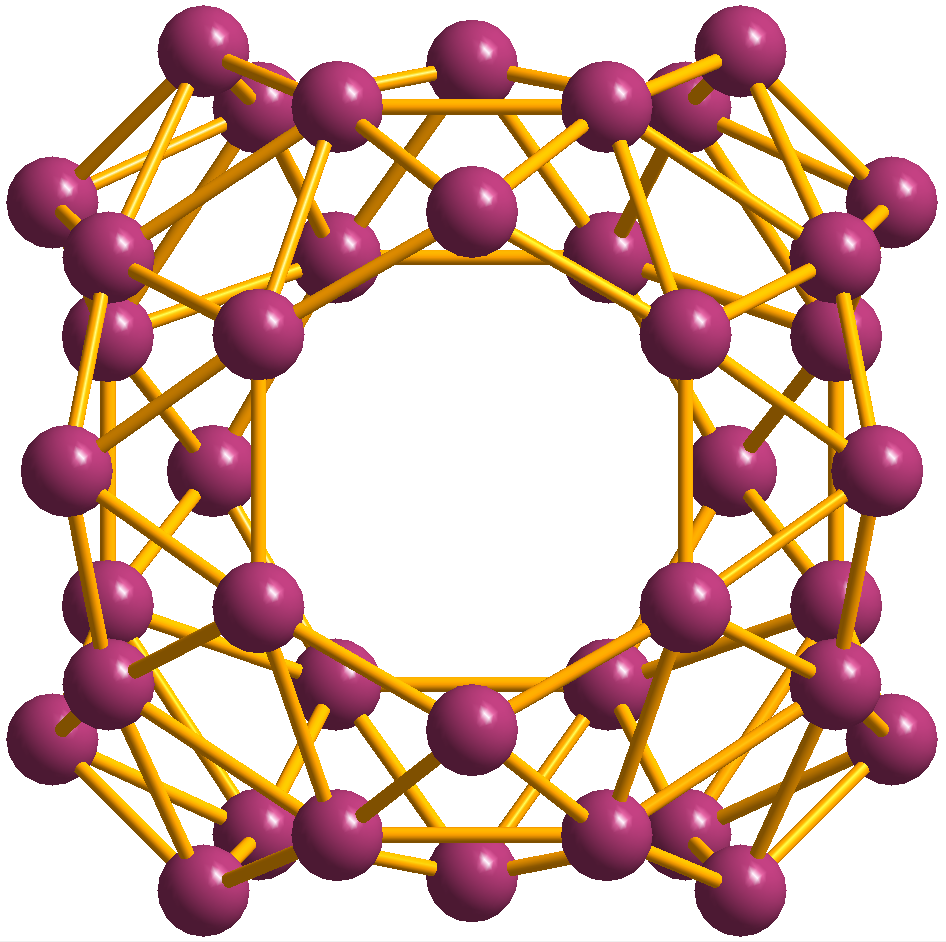
B_{40}° borospherene

硼球烯（B40，Borospherene），是一個含有40個硼原子的团簇分子。硼球烯與C60相似，同為元素的球形結構，但具有不同的對稱性。王来生研究组發現了硼球烯，并在2014年7月的 Nature Chemistry 上發表了相关内容。硼球烯是近年来的一系列团簇分子，包括C60、锡球烯（stannaspherene）以及铅球烯（plumbaspherene），中的最新发现的成员， 而最新被發現的硼球烯分子含有不常見的七邊形面。

## 結構
硼球烯有獨特的軸對稱性（一個 180°的旋轉），所以它並不是像二十面体对称的C60 那麼的接近球狀。它具有 D2d 四角反稜柱對稱，就像棒球。它有四個七邊環和兩個六單元環之間的48個三角的硼，形成四組8個的硼原子，和兩組4個的其他原子。每一個硼原子和四至五個其他原子結合。（詳見布朗大學的新闻中的插圖）
布朗大學的化學教授王來生，用電腦做出了可能的B40結構模型。起先有兩個可能的組成被預測出來——片狀結構和封閉的籠狀結構。但由光電子能譜發現合成出來的結構是籠狀結構。但是這些籠狀結構並非十分均，王來生教授如此說明：“有些原子延伸出來，讓硼球烯的表面比巴克球還要不平滑”。

## 引用和注释
1. 1 2 3  Stacey, Kevin. . <news.brown.edu>. Brown University.   [14 July 2014]. （原始内容存档于2015-01-16）.
2. ↑  Zhai, Hua-Jin; Ya-Fan Zhao, Wei-Li Li, Qiang Chen, Hui Bai, Han-Shi Hu, Zachary A. Piazza, Wen-Juan Tian, Hai-Gang Lu, Yan-Bo Wu, Yue-Wen Mu, Guang-Feng Wei, Zhi-Pan Liu, Jun Li, Si-Dian Li, Lai-Sheng Wang. . Nature Chemistry. 2014-07-13,. advance online publication  [2014-07-14]. ISSN 1755-4349. doi:10.1038/nchem.1999.
3. ↑  Cui, Li-Feng; Xin Huang, Lei-Ming Wang, Dmitry Yu. Zubarev, Alexander I. Boldyrev, Jun Li, Lai-Sheng Wang. . Journal of the American Chemical Society. 2006-07-01, 128 (26): 8390–8391. ISSN 0002-7863. PMID 16802791. doi:10.1021/ja062052f.
4. ↑  Cui, Li-Feng; Xin Huang, Lei-Ming Wang, Jun Li, Lai-Sheng Wang. . The Journal of Physical Chemistry A. 2006-08-01, 110 (34): 10169–10172. ISSN 1089-5639. doi:10.1021/jp063617x.